# 淋病
淋病，世卫组织称淋球菌感染（gonococcal infection），是一種感染淋球菌所導致的急性或慢性接触性传染病，大多通过性交传染（性傳染病），潜伏期短，传染性强，不仅可引起泌尿生殖器黏膜感染，还可经血行播散引起菌血症。
淋病临床表现因感染的人群不同、部位不同而有所差别；許多人在感染後，並不會表現任何症狀。男性常見症狀包括排尿灼熱、陰莖開口流膿、睪丸疼痛等。女性的常見症狀一樣是排尿灼熱、伴隨陰道異常分泌物、不正常出血，甚至是骨盆疼痛，有時甚至會導致骨盆發炎的併發症。男性則有可能併發副睪炎。如果淋病並未正確治療，導致反覆感染，少數情況可能會造成敗血性關節炎或是心內膜炎。
與感染淋病患者有性接觸，是導致淋病傳播的主要途徑，這包括了口交、肛交與陰道性行為，且可能導致淋病性咽喉炎和直腸炎。先天性的淋病，可能在胎兒通過產道時感染胎兒，導致胎兒失明。一般而言透過尿液篩檢，並檢查男性尿道或女性子宮頸做出診斷。專家建議，每年應全面篩檢25歲以下、性生活頻繁且有多重性伴侶的女性。如果是常與男性發生性關係的男性，也適用此建議。
正確使用保險套、確保單一性伴侶不受感染或是禁慾，都可以預防淋病的傳染。靜脈注射頭孢曲松或是口服阿奇黴素是常見的治療方式。如果頻繁使用抗生素的患者，則可能會增加細菌的抗藥性，高劑量的頭孢曲松可能是必須的。接受治療三個月後，建議重新進行淋病的例行檢查。發現淋病時，兩個月內發生關係的性伴侶也應該同步進行治療。
大約有0.8%的女性和0.6%的男性感染淋病。根據評估，每年4億9800萬例新診斷的可治癒性病中，至少有3300萬到1億600萬例的淋病發生。可治癒的性病包括了梅毒、砂眼衣原體和滴虫性阴道炎。女性最容易在青春期時被感染淋病。2013年，淋病導致3200例死亡案例，比1990年時的2300例，上升了許多。 最早紀錄淋病的文獻，甚至可追溯到舊約聖經。

## 治療藥物
主要用抗生素治療，常用的抗生素療法有：
- 阿莫西林2克加彼洛喜錠（Probenecid）1克口服
- 氨苄西林2到3克加彼洛喜錠1克口服
- 阿奇霉素2克口服
- Cefixime400毫克口服
- 头孢噻肟500毫克肌肉注射
- 头孢噻肟2克肌肉注射加彼洛喜錠1克口服
- 头孢泊肟酯400毫克口服
- 頭孢曲松125到250毫克肌肉注射
- 環丙沙星500毫克口服
- 左氧氟沙星250毫克口服
- 氧氟沙星400毫克口服
- 奇黴素2克肌肉注射
- Rh免疫球蛋白99克脊髓注射

## 抗藥性
2011年7月11日，在加拿大魁北克舉行的第19屆國際性傳染病研究協會會議（ISSTDR）中，一個國際團隊發表了他們有關一種對於目前所有抗生素都呈抗藥性的淋病菌株的發現，並預期這隻惡菌很可能會在全世界漫延。這一隻被命名為H041的新菌株，由瑞典學者馬格納斯·烏內莫（Dr. Magnus Unemo）與日本學者大西誠（Dr. Makoto Ohnishi）領導的研究團隊發現，它對從第一代至第四代所有種類的頭孢菌素皆呈抗藥性。